# Diocesi di Tabla
La diocesi di Tabla (in latino: Dioecesis Tablensis) è una sede soppressa e sede titolare della Chiesa cattolica.

## Storia
Tabla, identificabile con Tablat nella provincia di Médéa in Algeria, è un'antica sede episcopale della provincia romana della Mauritania Cesariense.
Unico vescovo conosciuto di questa diocesi africana è Quodvultdeus, il cui nome appare al 60º posto nella lista dei vescovi della Mauritania Cesariense convocati a Cartagine dal re vandalo Unerico nel 484; Quodvultdeus era già deceduto all'epoca della redazione di questa lista.
Dal 1933 Tabla è annoverata tra le sedi vescovili titolari della Chiesa cattolica; dal 19 dicembre 2022 il vescovo titolare è Juan Rafael Esposito-Garcia, vescovo ausiliare di Washington.

## Cronotassi

### Vescovi residenti
- Quodvultdeus † (prima del 484)

### Vescovi titolari
- Henry Joseph Grimmelsman † (18 ottobre 1965 - 26 giugno 1972 deceduto)
- Zacarias Kamwenho (26 agosto 1974 - 10 agosto 1975 nominato vescovo di Novo Redondo)
- Oriano Quilici † (13 novembre 1975 - 2 novembre 1998 deceduto)
- Lino Bortolo Belotti † (15 maggio 1999 - 23 marzo 2018 deceduto)
- Richard Garth Henning (8 giugno 2018 - 23 novembre 2022 nominato vescovo coadiutore di Providence)
- Juan Rafael Esposito-Garcia, dal 19 dicembre 2022